# Ruder-Club Allemannia von 1866

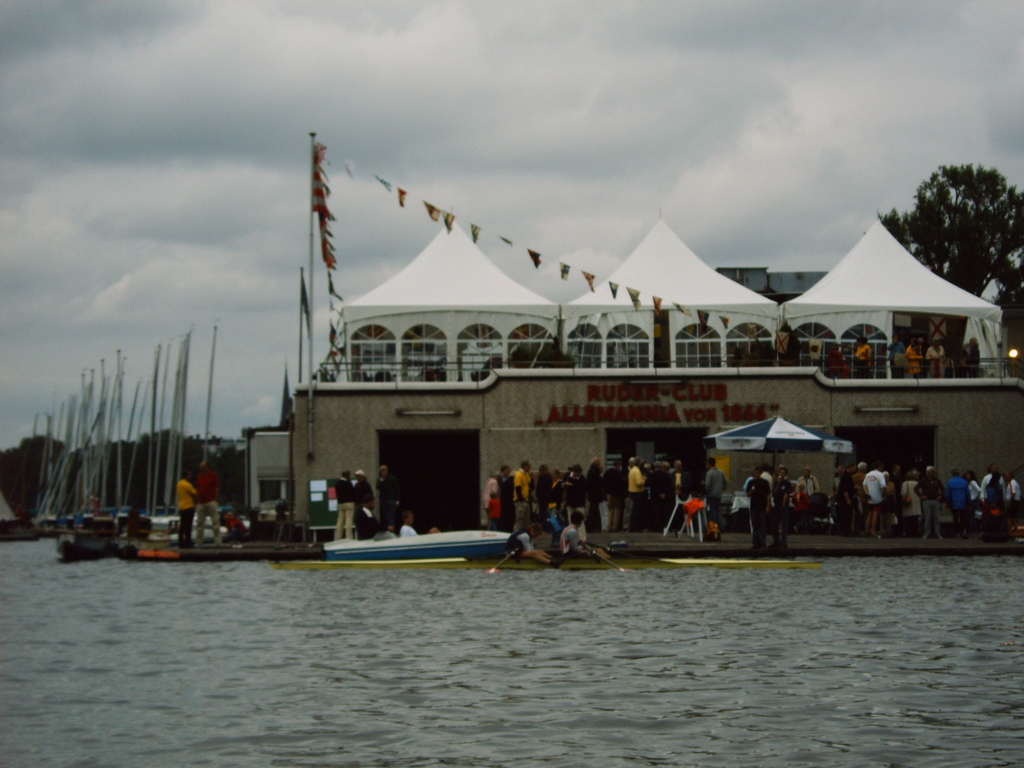
Das Vereinshaus „An der Alster“

Der Ruder-Club „Allemannia von 1866“ e. V. ist einer der vier Traditionsrudervereine an der Außenalster in Hamburg. Er wurde 1866 durch eine Abspaltung aus dem Ruderclub „Emilie“ gegründet. Diese Abspaltung war durch eine Umorientierung auf das Rennrudern motiviert, so dass die Allemannia auch heute noch eine aktive Leistungssportgruppe mit beachtlichen Erfolgen (Weltmeister und Deutsche Meister) besitzt.
Auch das Schülerrudern wird durch den Ruderverein gefördert. Die Brecht-Schule befindet sich in Kooperation mit der Allemannia.
Seit 2008 unterstützt die Allemannia die Ruderriege der privaten Hamburg School of Business Administration, die jährlich im Hanse Boat Race gegen die Ruderriege der ebenfalls privaten Jacobs University Bremen antritt.
Bis Frühjahr 2019 nahm der Club ausschließlich Männer auf.

## Deutsche Meister
- Einer: 1895 H. Schopmann, 1954 E. Jungnickel
- Doppelzweier: 1953 W. Hansen, E. Jungnickel, 1996 R. Opfer (in Renngemeinschaft)
- Zweier ohne Steuermann: 1924 C. Clement, B. Streckenbach
- Vierer ohne Steuermann: 2005 und 2006 Pohl, Drews, Olbrich, Niemeyer
- Achter: 2007 Byrne, Reimann, Dahlke, Behling, Drews, Drews, Pohl, Niemeyer, Reichert
- Leichtgewichts-Einer: 1954 C. Münz, 1997 C. Dahlke
- Leichtgewichts-Zweier ohne Steuermann: 1994 C. Dahlke, 2004 J. Drews (jeweils in Renngemeinschaft)
- Leichtgewichts-Doppelvierer: 1991 und 1998 C. Dahlke, 2001 J. Drews (jeweils in Renngemeinschaft)
- Leichtgewichts-Vierer ohne Steuermann: 1975 Ramm, Vobbe, Klews, Hänyes
- Leichtgewichts-Achter: 1992, 1993 und 2004 C. Dahlke, 1998 und 1999 O. Brauer, 2002 C. Dahlke, M. Raeder, 2003 C. Dahlke, M. Raeder, J. Drews (jeweils in Renngemeinschaft)
- Leichtgewichts-Vierer ohne Steuermann: 2021 Rouven Oliver Berg, Vincent Meyer, Z. Robertson, J. Waldhelm (jeweils in Renngemeinschaft)

## Olympische Sommerspiele
- Leichtgewichts-Vierer ohne Steuermann: 2012 Lars Wichert (Platz 9, in Renngemeinschaft)
- Leichtgewichts-Vierer ohne Steuermann: 2016 Lars Wichert (Platz 9, in Renngemeinschaft)